# Liste de films tournés dans le département de l'Oise
Un certain nombre d'œuvres cinématographiques et télévisuelles ont été tournés dans le département de l'Oise.
Voici une liste à compléter de films, téléfilms, feuilletons télévisés, films documentaires... tournés dans le département de l'Oise, classés par commune et lieu de tournage et date de diffusion.
- Haut – A
- B
- C
- D
- E
- F
- G
- H
- I
- J
- K
- L
- M
- N
- O
- P
- Q
- R
- S
- T
- U
- V
- W
- X
- Y
- Z

## A
- Haut – A
- B
- C
- D
- E
- F
- G
- H
- I
- J
- K
- L
- M
- N
- O
- P
- Q
- R
- S
- T
- U
- V
- W
- X
- Y
- Z

- Amblainville
  - 2016 :  La Dream Team de Thomas Sorriaux

- Avilly-Saint-Léonard
  - 1988 : La Petite Voleuse de Claude Miller

## B
- Haut – A
- B
- C
- D
- E
- F
- G
- H
- I
- J
- K
- L
- M
- N
- O
- P
- Q
- R
- S
- T
- U
- V
- W
- X
- Y
- Z

- Barbery
  - 1988 : La Petite Voleuse de Claude Miller

- Beauvais
  - 1965 : Thomas l'imposteur  de Georges Franju
  - 1975 : La Vérité de madame Langlois de Claude Santelli : Musée départemental de Beauvais
  - 1996 : Le Plus Beau Métier du monde de Gérard Lauzier
  - 2014 : Mange tes morts de Jean-Charles Hue
- Belle-Eglise
  - 1975 : La Vérité de madame Langlois de Claude Santelli

- Bonneuil-en-Valois
  - 2018 : La Dernière Folie de Claire Darling de  Julie Bertuccelli

- Borest
  - 1993 : Les Visiteurs de Jean-Marie Poiré
- Bornel
  - 1975 : La Vérité de madame Langlois de Claude Santelli

## C
- Haut – A
- B
- C
- D
- E
- F
- G
- H
- I
- J
- K
- L
- M
- N
- O
- P
- Q
- R
- S
- T
- U
- V
- W
- X
- Y
- Z

- Chamant

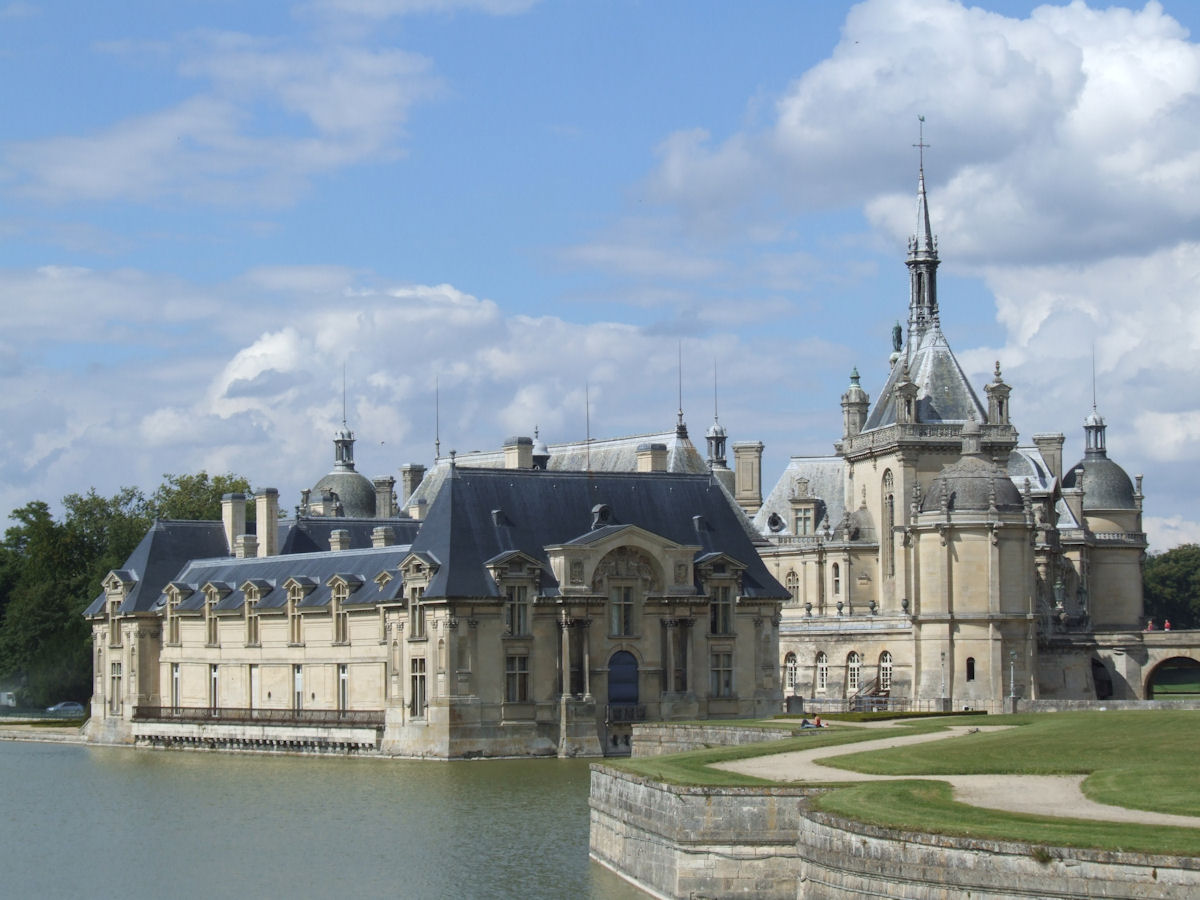
Château de Chantilly

  - 1968 : Le Pacha de Georges Lautner

- Chambly
  - 1984 : Fort Saganne de Alain Corneau[1]
  - 2001 : Vidocq de Pitof[1]
  - 2009 : L'Autre Dumas de Safy Nebbou[1]
  - 2010 : Au siècle de Maupassant : Contes et nouvelles du XXe siècle Le Fauteuil hanté série télévisée de Claude Chabrol
  - 1962 : Les Parisiennes de Marc Allégret
  - 1962 : Le Jour le plus long de Ken Annakin, Andrew Marton, Bernhard Wicki, Darryl F. Zanuck et Gerd Oswald
  - 1965 : Dom Juan ou le Festin de pierre de Marcel Bluwal
  - 1966 : Angélique et le Roy de Bernard Borderie[2]
  - 1967 : Voyage à deux de Stanley Donen[2]
  - 1968 : Au cœur de la vie de Robert Enrico[3]
  - 1978 : L'Horoscope de Jean Girault
  - 1979 : Le Mors aux dents  de Laurent Heynemann
  - 1984 : Train d'enfer de Roger Hanin[4]
  - 1984 : Liberté, Égalité, Choucroute de Jean Yanne[5]
  - 1985 : Dangereusement vôtre de la série des James Bond de John Glen[2],[6],[7] ;
  - 1989 : Valmont de Miloš Forman[8],[9]
  - 1989 : L'Été de la Révolution téléfilm de Lazare Iglesis[5]
  - 1989 : La Révolution française de Robert Enrico et Richard T. Heffron
  - 1996 : Beaumarchais, l'insolent de Édouard Molinaro[10]
  - 1996 : Ridicule de Patrice Leconte[11]
  - 1996 : La dernière fête téléfilm de Pierre Granier-Deferre[12]
  - 2000 : La Fidélité d'Andrzej Żuławski
  - 2000 : Vatel de Roland Joffé
  - 2000 : Sade de Benoît Jacquot[13]
  - 2003 : Michel Vaillant de Louis-Pascal Couvelaire
  - 2005 : Palais royal ! de Valérie Lemercier[2]
  - 2006 : Jeanne Poisson, marquise de Pompadour téléfilm de Robin Davis[12],[2]
  - 2008 : Nicolas Le Floch épisode 1 : L’Homme au ventre de plomb série télévisée d'Edwin Baily[14]
  - 2008 : Nicolas Le Floch épisode 2 : L’Énigme des Blancs-Manteaux série télévisée d'Edwin Baily[14]
  - 2009 : Nicolas Le Floch épisode 3 : Le Fantôme de la rue Royale série télévisée de Nicolas Picard-Dreyfuss[14]
  - 2009 : Nicolas Le Floch épisode 4 : L’Affaire Nicolas Le Floch série télévisée de Nicolas Picard-Dreyfuss[14]
  - 2011 : Manon Lescaut de Gabriel Aghion[15]
  - 2012 : Nicolas Le Floch épisode 7 : Le Dîner de Gueux série télévisée de Nicolas Picard-Dreyfuss[14]
  - 2012 : Nicolas Le Floch épisode 8 : Le Crime de la Rue des Francs-Bourgeois série télévisée de Nicolas Picard-Dreyfuss[14]
  - 2012 : Les Adieux à la reine de Benoît Jacquot[11]
  - 2012 : Les Saveurs du palais de Christian Vincent
  - 2018 : Un peuple et son roi de Pierre Schoeller[2]
  - 2021 : Les Aventures du jeune Voltaire série télévisée de Georges-Marc Benamou[2]
  - 2023 : Les Trois Mousquetaires : D'Artagnan de  Martin Bourboulon
  - 2023 : Les Trois Mousquetaires : Milady de  Martin Bourboulon

- Choisy-au-Bac
  - 2016 : L'Air d'un oubli de Olivier Fély-Biolet[16]

- Cires-lès-Mello
  - 1983 : La vie est un roman d'Alain Resnais
  - 1990 : Docteur Petiot de Christian de Chalonge
  - 1999 : Astérix et Obélix contre César de Claude Zidi

- Clermont
  - 1983 : Mortelle Randonnée de Claude Miller
  - 2008 : Séraphine de Martin Provost
  - 2018 : Christ(off) de Pierre Dudan

- Compiègne
  - 1932 : Violettes impériales d'Henry Roussell[17]
  - 1952 : Violettes impériales de Richard Pottier[17]
  - 1957 : Sainte Jeanne d'Otto Preminger
  - 1960 : Le Dialogue des carmélites de Philippe Agostini et Raymond Léopold Bruckberger[5]
  - 1961 : Les Trois Mousquetaires : Les Ferrets de la reine de Bernard Borderie[18]
  - 1961 : Les Trois Mousquetaires : La Vengeance de Milady de Bernard Borderie[18]
  - 1971 : Les Mariés de l'an II de Jean-Paul Rappeneau[19]
  - 1992 : La Belle Histoire de Claude Lelouch (Château du Fayel)
  - 2004 : D'Artagnan et les Trois Mousquetaires téléfilm de Pierre Aknine
  - 2005 : Palais royal ! de Valérie Lemercier
  - 2005 : Le couperet de Costa-Gavras
  - 2008 : Mesrine : L'Ennemi public no 1 de Jean-François Richet
  - 2023 : Les Trois Mousquetaires : Milady de  Martin Bourboulon

- Forêt de Compiègne
  - 1994 : La Reine Margot de  Patrice Chéreau

- Corbeil-Cerf
  - 2011: Chinese Zodiac de Jackie Chan

- Coye-la-Forêt
  - 1957 : Drôle de Frimousse de Stanley Donen[20]
  - 1962 : Le Masque de fer d'Henri Decoin[20]
  - 1965 : Fantomas se déchaîne d'André Hunebelle
  - 1967 : Voyage à deux de Stanley Donen[20]
  - 1970 : Darling Lili de Blake Edwards[20]
  - 1972 : Les Malheurs d'Alfred de Pierre Richard
  - 1990 : Lacenaire de Francis Girod
  - 1999 : Je règle mon pas sur le pas de mon père de Rémi Waterhouse[20]

- Creil
  - 2018 : La Dernière Folie de Claire Darling de  Julie Bertuccelli

- Crépy-en-Valois
  - 1989 : L'Été de la Révolution téléfilm de Lazare Iglesis[5]

## D
- Haut – A
- B
- C
- D
- E
- F
- G
- H
- I
- J
- K
- L
- M
- N
- O
- P
- Q
- R
- S
- T
- U
- V
- W
- X
- Y
- Z

## E
- Haut – A
- B
- C
- D
- E
- F
- G
- H
- I
- J
- K
- L
- M
- N
- O
- P
- Q
- R
- S
- T
- U
- V
- W
- X
- Y
- Z

- Ermenonville : 
  - 1927 : Le Joueur d'échecs de Raymond Bernard[21]
  - 1929 : Le Collier de la reine de Gaston Ravel et Tony Lekain[11]
  - 1955 : Napoléon de Sacha Guitry
  - 1956 : Elena et les Hommes de Jean Renoir tourné dans le parc du Château d'Ermenonville
  - 1971 : Aubrac-City feuilleton TV de Jean Pignol
  - 1993 : Tango de Patrice Leconte
  - 1993 : Les Visiteurs de Jean-Marie Poiré
  - 1995 : Le Hussard sur le toit de Jean-Paul Rappeneau
  - 1997 : Arlette de Claude Zidi
  - 1998 : Les Visiteurs 2 de  Jean-Marie Poiré

## F
- Haut – A
- B
- C
- D
- E
- F
- G
- H
- I
- J
- K
- L
- M
- N
- O
- P
- Q
- R
- S
- T
- U
- V
- W
- X
- Y
- Z

- Fontaine-Chaalis
  - 1963 : Judex de Georges Franju

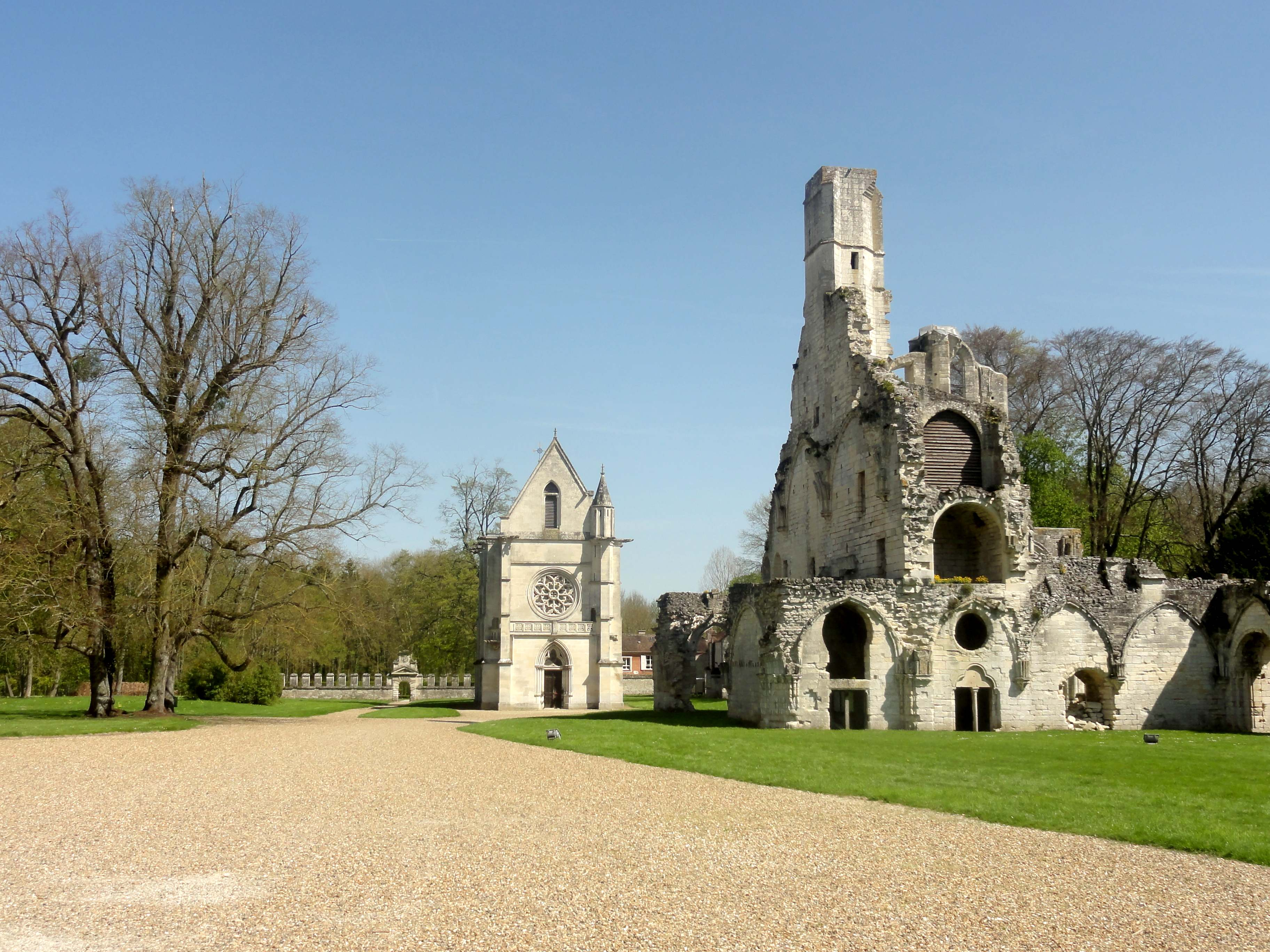
Abbaye de Chaalis

  - 1971 : Quentin Durward feuilleton télévisé de Gilles Grangier.
  - 1993 : Les Visiteurs de Jean-Marie Poiré
  - 1994 : Le Colonel Chabert d'Yves Angelo
  - 1996 : Hommes, femmes : mode d'emploi de Claude Lelouch (Abbaye de Chaalis)
  - 1999 : Le Libertin de Gabriel Aghion[22]
  - 2007 : Molière ou Le comédien malgré lui de Laurent Tirard
  - 2011 : Les Femmes du 6e étage de Philippe Le Guay
  - 2011 : 1788... et demi série télévisée d'Olivier Guignard[11]
  - 2016 : Frantz de François Ozon

## G
- Haut – A
- B
- C
- D
- E
- F
- G
- H
- I
- J
- K
- L
- M
- N
- O
- P
- Q
- R
- S
- T
- U
- V
- W
- X
- Y
- Z

- Gerberoy

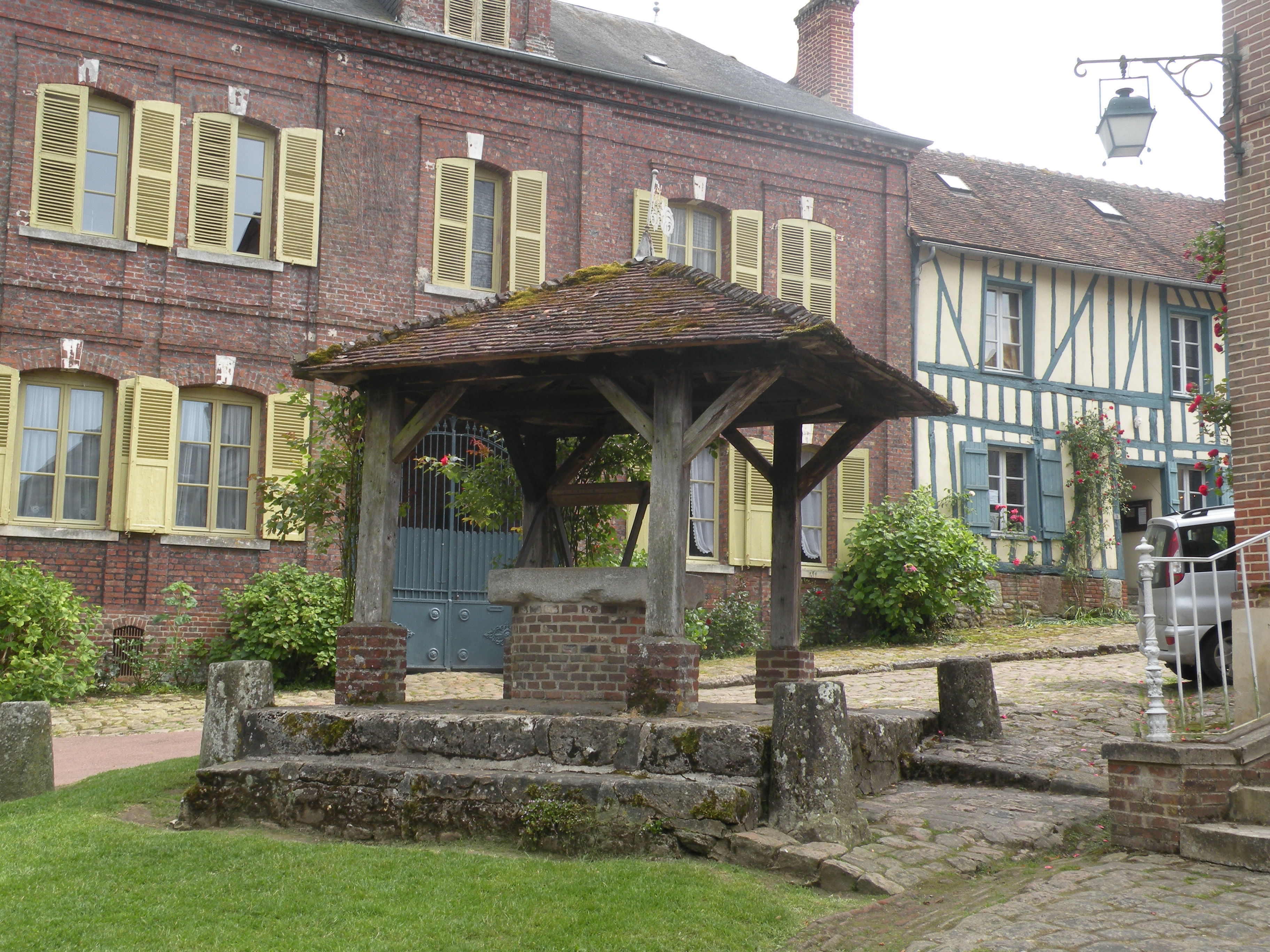
Gerberoy.

  - 1963 : Le Chevalier de Maison-Rouge mini-série de Claude Barma[23]
  - 1974 : Madame Bovary téléfilm de Pierre Cardinal[24]
  - 1997 : Un amour de sorcière de René Manzor[25]
  - 2008 : Le Rosier de madame Husson téléfilm de Denis Malleval[24]
  - 2011 : Chez Maupassant série télévisée 3e saison Épisode 20 Le Cas de madame Luneau de Philippe Bérenger[24]
  - 2018 : Le Retour du héros de Laurent Tirard[26]
  - 2021 : Emma Bovary téléfilm de Didier Bivel[27]

- Gouvieux
  - 2008 : Lads and Jockeys, documentaire réalisé par Benjamin Marquet

## H
- Haut – A
- B
- C
- D
- E
- F
- G
- H
- I
- J
- K
- L
- M
- N
- O
- P
- Q
- R
- S
- T
- U
- V
- W
- X
- Y
- Z

- Hénonville
  - 1982 : Family Rock de José Pinheiro

- Forêt d'Halatte
  - 1990 : Le Château de ma mère de Yves Robert
  - 1992 : IP5 : L'Ile aux pachydermes de Jean-Jacques Beineix
  - 1993 : Justinien Trouvé ou le Bâtard de Dieu de Christian Fechner[28]

## I
- Haut – A
- B
- C
- D
- E
- F
- G
- H
- I
- J
- K
- L
- M
- N
- O
- P
- Q
- R
- S
- T
- U
- V
- W
- X
- Y
- Z

## J
- Haut – A
- B
- C
- D
- E
- F
- G
- H
- I
- J
- K
- L
- M
- N
- O
- P
- Q
- R
- S
- T
- U
- V
- W
- X
- Y
- Z

- Janville
  - 1968 : L'Homme du Picardie, feuilleton télévisé de Jacques Ertaud

## L
- Haut – A
- B
- C
- D
- E
- F
- G
- H
- I
- J
- K
- L
- M
- N
- O
- P
- Q
- R
- S
- T
- U
- V
- W
- X
- Y
- Z

- La Chapelle-en-Serval
  - 1982 : Guy de Maupassant de Michel Drach[29]
  - 1995 : Les Trois Frères de Didier Bourdon et Bernard Campan
  - 2000 : Harry, un ami qui vous veut du bien de Dominik Moll (Château Mont-Royal)
  - 2014 : Barbecue de Éric Lavaine

- Le Plessis-Belleville
  - 1997 : Arlette de Claude Zidi

- Liancourt
  - 2012 : Le Guetteur de Michele Placido[30]
  - 2013 : Vaugand série télévisée de Charlotte Brändström[30]
  - 2014 : 96 heures de Frédéric Schoendoerffer[30]

## M
- Haut – A
- B
- C
- D
- E
- F
- G
- H
- I
- J
- K
- L
- M
- N
- O
- P
- Q
- R
- S
- T
- U
- V
- W
- X
- Y
- Z

- Maysel
  - 2001 : Le Pacte des loups de Christophe Gans

- Méru
  - 2016 :  La Dream Team de Thomas Sorriaux

- Montjavoult
  - 1968 : Les Cracks d'Alex Joffé

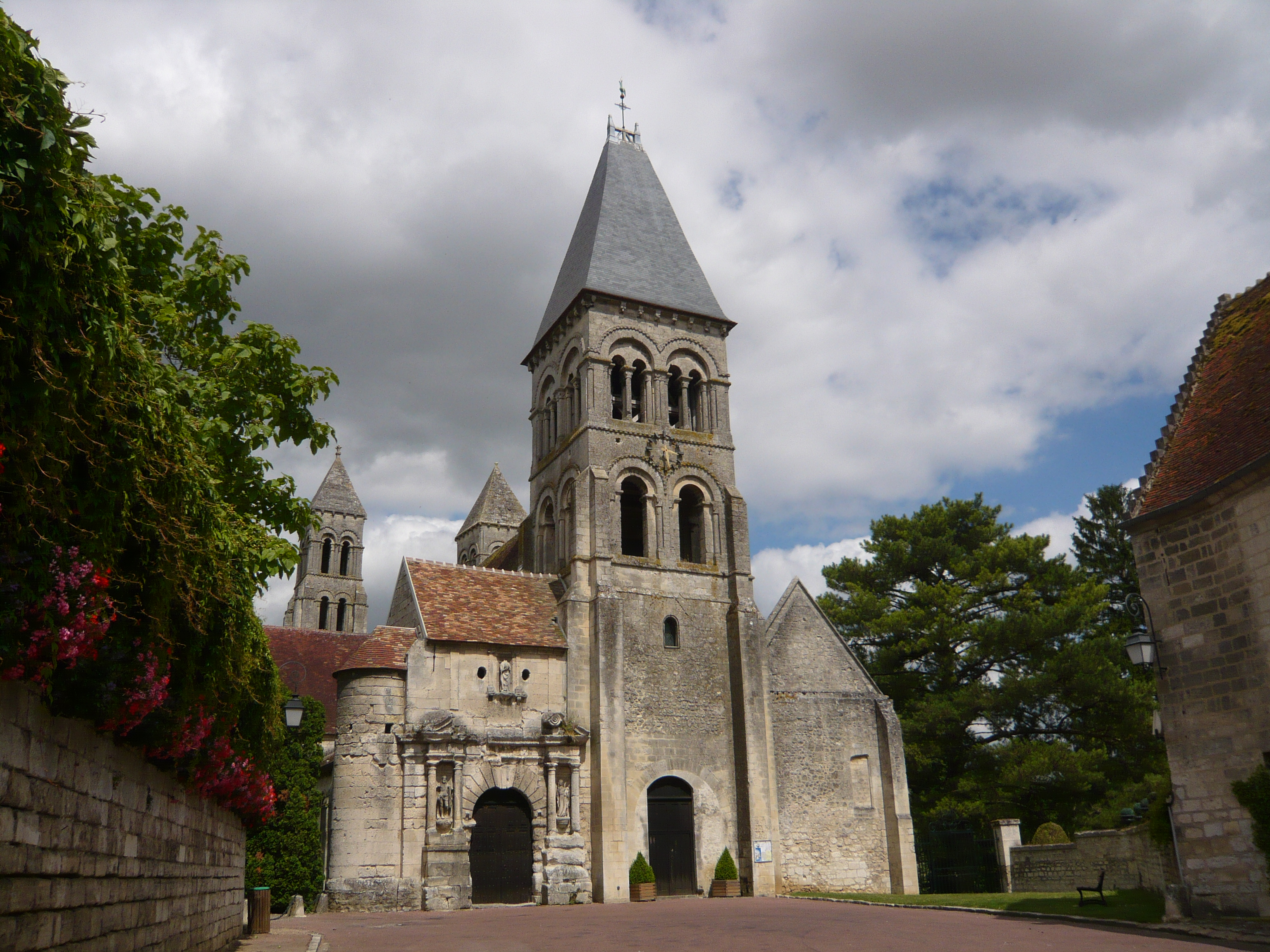
Abbaye Notre-Dame de Morienval

  - 1973 : Les Aventures de Rabbi Jacob de Gérard Oury[31]

- Montagny-Sainte-Félicité
  - 2011 : Requiem pour une tueuse de Jérôme Le Gris

- Mont-l'Évêque
  - 1971 : Quentin Durward, feuilleton télévisé de Gilles Grangier.
  - 1998 : Les Visiteurs 2 de  Jean-Marie Poiré
  - 2011 : Les Femmes du 6e étage de Philippe Le Guay

- Morienval
  - 1971 : Quentin Durward, feuilleton télévisé de Gilles Grangier (tournage à l'Abbaye Notre-Dame de Morienval)
  - 1979 : Tess de Roman Polanski

- Mortefontaine
  - 1959 : Le Secret du chevalier d'Éon de Jacqueline Audry tourné au Château de Vallière[32]
  - 2010 : L'Autre Dumas de Safy Nebbou tournage au Château de Mortefontaine[33]
  - 2011 : Requiem pour une tueuse de Jérôme Le Gris tournage au Château de Mortefontaine

## N
- Haut – A
- B
- C
- D
- E
- F
- G
- H
- I
- J
- K
- L
- M
- N
- O
- P
- Q
- R
- S
- T
- U
- V
- W
- X
- Y
- Z

- Nanteuil-le-Haudouin
  - 2006 : Camping de Fabien Onteniente

## O
- Haut – A
- B
- C
- D
- E
- F
- G
- H
- I
- J
- K
- L
- M
- N
- O
- P
- Q
- R
- S
- T
- U
- V
- W
- X
- Y
- Z

- Ormoy-Villers
  - 1976 : L'Aile ou la Cuisse de Claude Zidi

- Orry-la-Ville
  - 2006 : Michou d'Auber de Thomas Gilou
  - 2017 : Les Nouvelles Aventures de Cendrillon de Lionel Steketee (abbaye de Commelles)[34]

## P
- Haut – A
- B
- C
- D
- E
- F
- G
- H
- I
- J
- K
- L
- M
- N
- O
- P
- Q
- R
- S
- T
- U
- V
- W
- X
- Y
- Z

- Parnes

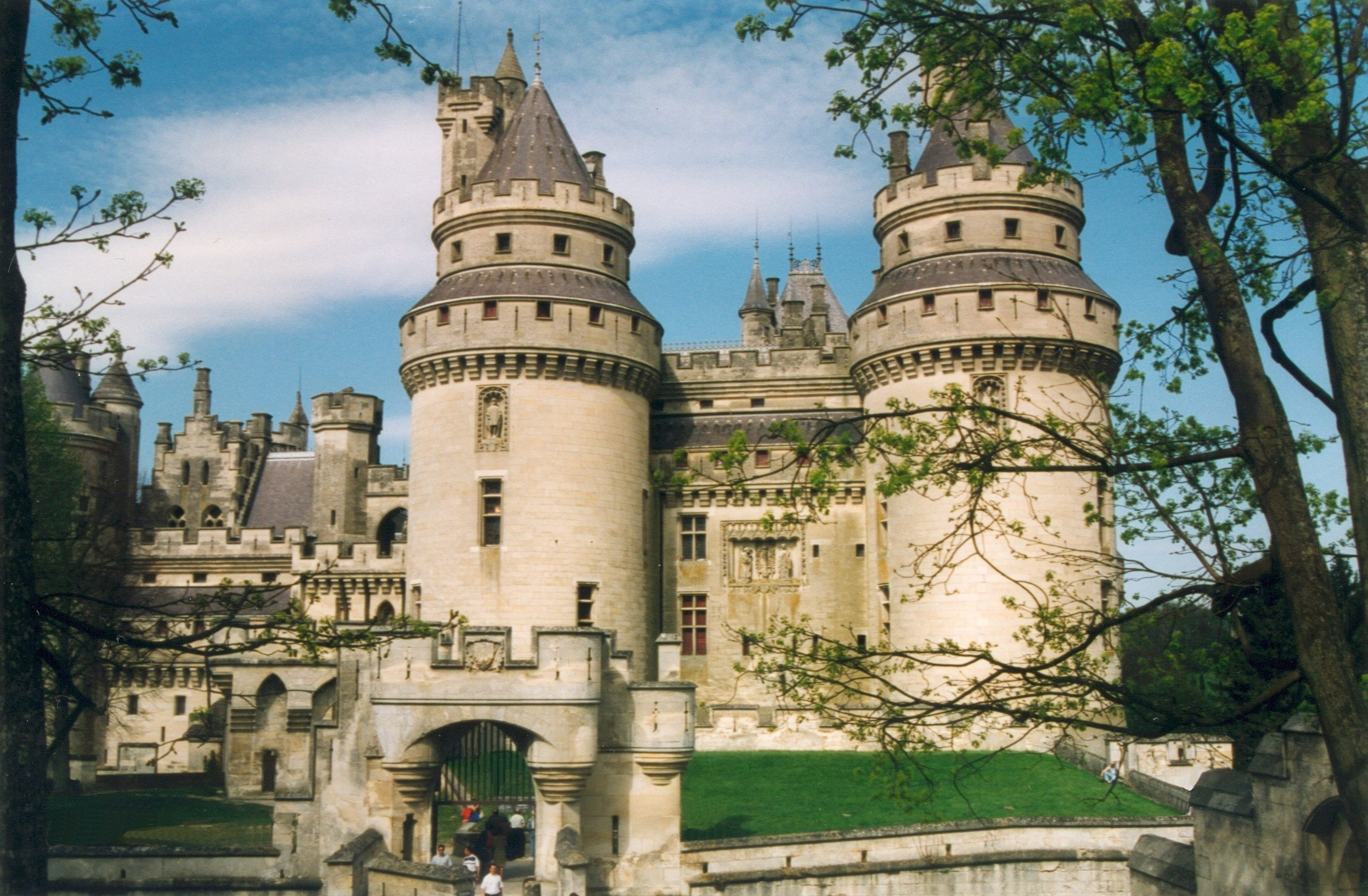
Château de Pierrefonds

  - 1961 : Les Trois Mousquetaires : Les Ferrets de la reine de Bernard Borderie[35]
  - 1961 : Les Trois Mousquetaires : La Vengeance de Milady de Bernard Borderie[35]
  - 1984 : Le Fou du roi d'Yvan Chiffre[35],[36]
  - 2002 : Blanche de Bernie Bonvoisin
  - 2007 : Molière de Laurent Tirard[28],[35]

- Pierrefonds- Château de Pierrefonds
  - 1924 : Le Miracle des loups de Raymond Bernard
  - 1959 : Le Bossu d'André Hunebelle[37]
  - 1960 : Le Capitan d'André Hunebelle
  - 1961 : Le Capitaine Fracasse de Pierre Gaspard-Huit
  - 1961 : Le Miracle des loups d'André Hunebelle
  - 1929 : La Merveilleuse Vie de Jeanne d'Arc, fille de Lorraine de Marco de Gastyne
  - 1966 : Qui êtes-vous, Polly Maggoo ? de William Klein : scène du train à vapeur entrant en gare
  - 1971 : L'Homme qui rit téléfilm de Jean Kerchbron[38]
  - 1990 : Dames galantes de Jean-Charles Tacchella
  - 1993 : Les Visiteurs de Jean-Marie Poiré
  - 1998 : Les Visiteurs 2 de  Jean-Marie Poiré
  - 1998 : L'Homme au masque de fer de  Randall Wallace[39]
  - 1999 : Jeanne d'Arc de Luc Besson
  - 2004 : Milady téléfilm de Josée Dayan[36]
  - 2012 : Inquisitio série télévisée de Nicolas Cuche et Lionel Pasquier
  - 2015 : Versailles série télévisée de Jalil Lespert, Cristoph Schrewe, Thomas Vincent et Daniel Roby[28]
  - 2017 : Les Nouvelles Aventures de Cendrillon de Lionel Steketee

- Plailly
  - 1991 : L'Opération Corned-Beef de Jean-Marie Poiré (Parc Astérix)

- Pontpoint
  - 1955 : Les Aristocrates de Denys de La Patellière
  - 1988 : Les Liaisons dangereuses de Stephen Frears[40]
  - 1991 : L'Année de l'éveil de Gérard Corbiau
  - 1994 : Le Colonel Chabert d'Yves Angelo[41]
  - 1995 : Arthur Rimbaud, l'homme aux semelles de vent téléfilm de Marc Rivière
  - 2004 : Un long dimanche de fiançailles de  Jean-Pierre Jeunet
  - 2011 : 1788... et demi série télévisée d'Olivier Guignard[11]

- Pont-Sainte-Maxence
  - 2013 : La Grande Boucle de Laurent Tuel

## Q
- Haut – A
- B
- C
- D
- E
- F
- G
- H
- I
- J
- K
- L
- M
- N
- O
- P
- Q
- R
- S
- T
- U
- V
- W
- X
- Y
- Z

## R
- Haut – A
- B
- C
- D
- E
- F
- G
- H
- I
- J
- K
- L
- M
- N
- O
- P
- Q
- R
- S
- T
- U
- V
- W
- X
- Y
- Z

- Rantigny
  - 2011 : Un homme debout de Foued Mansour

- Raray
  - 1946 : La Belle et la Bête de Jean Cocteau

- Rethondes
  - 1993 : Pétain de Jean Marbœuf[42]

## S
- Haut – A
- B
- C
- D
- E
- F
- G
- H
- I
- J
- K
- L
- M
- N
- O
- P
- Q
- R
- S
- T
- U
- V
- W
- X
- Y
- Z

- Sainte-Geneviève
  - 2007 : Cartel des Anges court métrage de Jordan Diow

- Senlis
  - 1929 : Ces dames aux chapeaux verts de André Berthomieu
  - 1940 : De Mayerling à Sarajevo de Max Ophüls[43]
  - 1951 : Caroline chérie de Richard Pottier[5]
  - 1960 : Le Dialogue des carmélites, film réalisé par Philippe Agostini et Raymond Leopold Bruckberger[5]
  - 1961 au cinéma : Le Capitaine Fracasse de Pierre Gaspard-Huit
  - 1962 : Cartouche de Philippe de Broca[44]
  - 1963 : Le Chevalier de Maison-Rouge mini-série de Claude Barma[23]
  - 1966 : Les Compagnons de Jéhu feuilleton télévisé de Michel Drach[45]
  - 1966 : Angélique et le Roy de Bernard Borderie
  - 1967 : Voyage à deux de Stanley Donen[46]
  - 1967 : Lagardère, feuilleton télévisé de Jean-Pierre Decourt[37]
  - 1969 : L'Arbre de Noël de Terence Young
  - 1969 : Appelez-moi Mathilde de Pierre Mondy
  - 1969 : D'Artagnan, feuilleton télévisé de Claude Barma
  - 1970 : Peau d'âne de Jacques Demy
  - 1971 : Quentin Durward feuilleton télévisé de Gilles Grangier.
  - 1972 : Les Misérables, feuilleton télévisé de Marcel Bluwal
  - 1973 : R.A.S. d'Yves Boisset
  - 1973 : Joseph Balsamo d'André Hunebelle[47]
  - 1975 : Folle à tuer d'Yves Boisset
  - 1975 : L'Incorrigible, de  Philippe de Broca (Cathédrale Notre-Dame de Senlis)
  - 1975 : Marie-Antoinette de Guy Lefranc[11]
  - 1975 : Un sac de billes de Jacques Doillon[48]
  - 1976 : L'Aile ou la Cuisse de Claude Zidi
  - 1978 : Molière d'Ariane Mnouchkine[28]
  - 1978 : Lady Oscar de Jacques Demy[11]
  - 1980 : A Tale of Two Cities de Jim Goddard[49]
  - 1980 : L'Avare de Jean Girault et Louis de Funès[28]
  - 1982 : La Nuit de Varennes d'Ettore Scola[5]
  - 1982 : Le Bourgeois gentilhomme de Roger Coggio[28]
  - 1983 : Danton d'Andrzej Wajda[50]
  - 1987 : L'Insoutenable Légèreté de l'être de Philip Kaufman
  - 1988 : La Petite Voleuse de Claude Miller
  - 1988 : Bernadette de Jean Delannoy[51]
  - 1989 : Maria Vandamme, série télévisée de Jacques Ertaud[52]
  - 1989 : J'écris dans l'espace de  Pierre Étaix[5]
  - 1989 : La Folle Journée ou le Mariage de Figaro de  Roger Coggio[53]
  - 1989 : La Révolution française de Robert Enrico et Richard T. Heffron[5]
  - 1994 : La Reine Margot de  Patrice Chéreau
  - 1997 : Soleil de Roger Hanin
  - 2002-2011 : Sœur Thérèse.com série télévisée de Michel Blanc
  - 2004 : Arsène Lupin de Jean-Paul Salomé dans la Cathédrale Notre-Dame de Senlis
  - 2007 : Molière ou Le comédien malgré lui de Laurent Tirard
  - 2008 : Séraphine de Martin Provost
  - 2009 : Nicolas Le Floch épisode 3 : Le Fantôme de la rue Royale série télévisée de Nicolas Picard-Dreyfuss[14]
  - 2009 : Nicolas Le Floch épisode 4 : L’Affaire Nicolas Le Floch série télévisée de Nicolas Picard-Dreyfuss[14]
  - 2009 : La Commanderie série télévisée de Didier Le Pêcheur
  - 2010 : Nicolas Le Floch épisode 5 : La Larme de Varsovie série télévisée de Nicolas Picard-Dreyfuss[14]
  - 2016 : Frantz de François Ozon

## T
- Haut – A
- B
- C
- D
- E
- F
- G
- H
- I
- J
- K
- L
- M
- N
- O
- P
- Q
- R
- S
- T
- U
- V
- W
- X
- Y
- Z

- Trumilly
  - 1968 : Le Pacha de Georges Lautner[54]

## U
- Haut – A
- B
- C
- D
- E
- F
- G
- H
- I
- J
- K
- L
- M
- N
- O
- P
- Q
- R
- S
- T
- U
- V
- W
- X
- Y
- Z

- Ully-Saint-Georges
  - 1971 : Le Sauveur de Michel Mardore

## V
- Haut – A
- B
- C
- D
- E
- F
- G
- H
- I
- J
- K
- L
- M
- N
- O
- P
- Q
- R
- S
- T
- U
- V
- W
- X
- Y
- Z

- Vauciennes
  - 1998 : Les Visiteurs 2 de  Jean-Marie Poiré

- Verderonnef

2018 : La Dernière Folie de Claire Darling de  Julie Bertuccelli
- Vieux-Moulin
  - 2023 : Chasse gardée de Antonin Fourlon et Frédéric Forestier

- Villeneuve-sur-Verberie
  - 1932 : Vampyr, ou l'étrange aventure de David Gray de Carl Theodor Dreyer

- Vineuil-Saint-Firmin
  - 1958 : Les Grandes Familles de Denys de La Patellière
  - 1985 : P.R.O.F.S de Patrick Schulmann
  - 1999 : La Neuvième Porte (The Ninth Gate) de Roman Polanski

## W
- Haut – A
- B
- C
- D
- E
- F
- G
- H
- I
- J
- K
- L
- M
- N
- O
- P
- Q
- R
- S
- T
- U
- V
- W
- X
- Y
- Z